# 本·奥克瑞

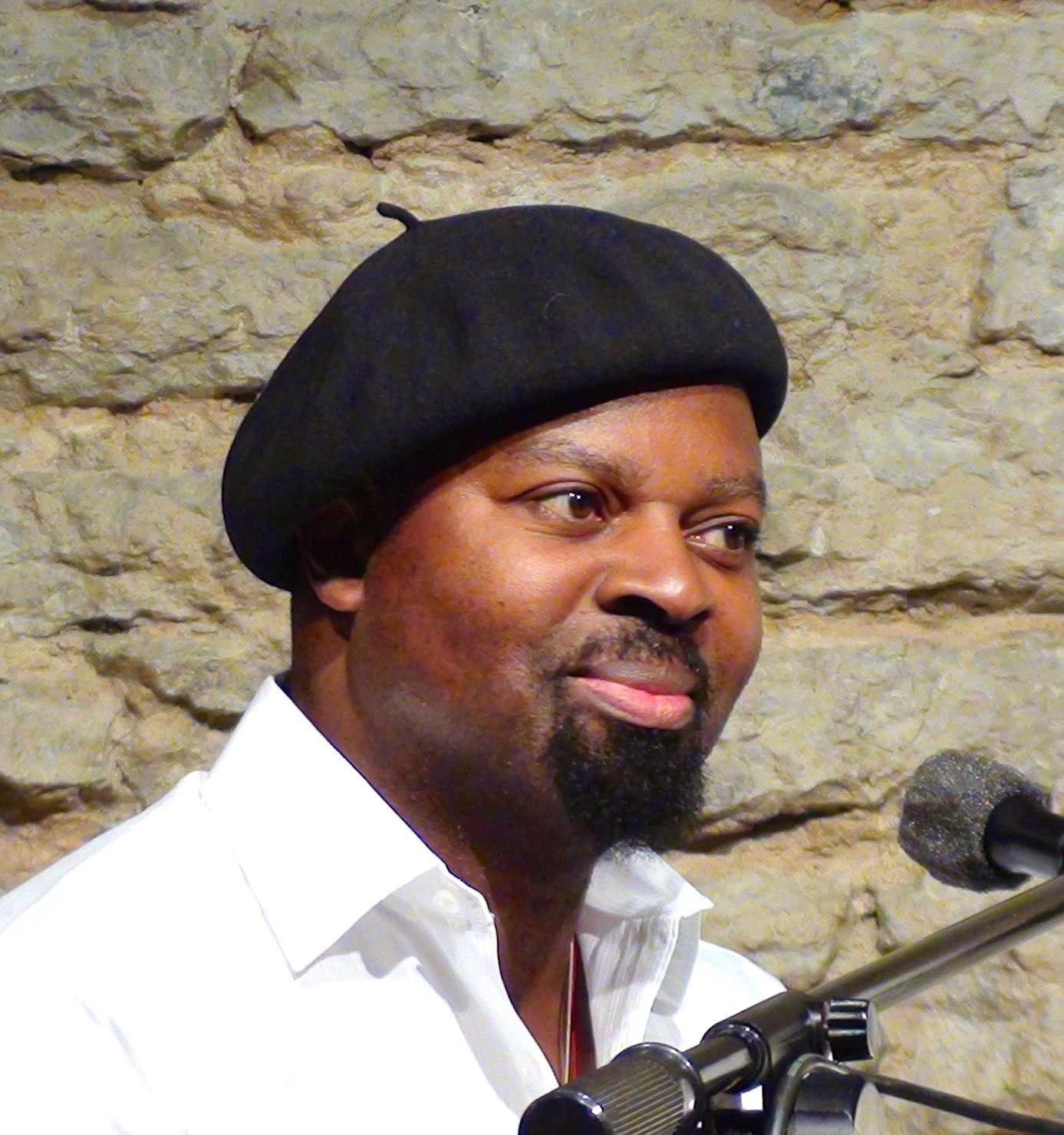
本·奧克瑞爵士

本·奥克瑞爵士，OBE（Sir Ben Okri；1959年3月15日—），尼日利亚诗人及小说家。

## 生平
出生於明納，早年在伦敦度过，1968年随家人返回尼日利亚。后来又回到英国，在艾赛克斯大学从事研究工作。1997年和2002年分别成为威斯敏斯特大学和艾赛克斯大学的荣誉博士，2001年获大英帝国勋章。
1980年出版的首部小说《花与影》令奥克瑞获得了国际声誉。他最著名的作品《饥饿的路》获得1991年布克奖。此外，他还获得英联邦作家奖、阿加汗小说奖、以及世界经济论坛水晶奖。他还是英国皇家文学会成员。
他常被认为是魔幻现实主义者，虽然他自己反对这种说法。他在尼日利亚内战中的亲身经历成为他许多作品的灵感。他的作品既平常又玄妙，既独特又有共通性。

## 作品在台灣的出版
- 王維東/譯，《飢餓之路》，大塊文化出版，2004年。

## 作品在中國的出版
- 王維東/譯，《飢餓的路》，南京市譯林出版社，2002年。